# امراود توبیا
امراود توبیا (متولد ۱ مارس ۱۹۸۹) یک بازیگر و مدل آمریکایی است. از جمله آثاری که وی در آنان ایفای نقش کرده‌است می‌توان به سریال شکارچیان سایه اشاره کرد. وی برای بازی در این سریال نامزد دریافت جایزه بهترین بازیگر فانتزی در جشنواره Teen Choice Awards شد.

## کارنامه هنری
| سال              | عنوان                           | نقش            | توضیحات                 |
| ---------------- | ------------------------------- | -------------- | ----------------------- |
| ۲۰۱۰             | شفق قطبی                        | منشی           | قسمت: "راه اندازی بزرگ" |
| ۲۰۱۳             | 11-11: En mi cuadra nada cuadra | الیزابت        | ۷۵ قسمت                 |
| ۲۰۱۴             | Cosita linda                    | دولک رینکن     | ۹۶ قسمت                 |
| ۲۰۱۵             | Voltea pa' que te enamores      | استفانی        | ۲۹ قسمت                 |
| ۲۰۱۵             | خالکوبی عشق                     | ازمرالدا       |                         |
| ۲۰۱۶–در حال حاضر | شکارچیان سایه                   | ایزابل لایتوود | نقش اصلی                |

| سال  | عنوان              | هنرمند    |
| ---- | ------------------ | --------- |
| ۲۰۱۶ | "Culpa al Corazón" | پرنس رویس |

## افتخارات
| سال  | جایزه              | دسته                      | نامزد کار     | نتیجه    | Refs  |
| ---- | ------------------ | ------------------------- | ------------- | -------- | ----- |
| ۲۰۱۷ | Teen Choice Awards | بهترین بازیگر فانتزی (زن) | شکارچیان سایه | نامزدشده | [ ۱ ] |